# عبد القادر عبد اللاييف
عبد القادر عبد اللاييف (مواليد 17 يوليو 1988) هو ملاكم أذربيجاني، مثّل بلاده في الألعاب الأولمبية الصيفية 2016.

## روابط خارجية
عبد القادر عبد اللاييف على موقع اللجنة الأولمبية الدولية (الإنجليزية)
- عبد القادر عبد اللاييف على موقع أوليمبيديا (الإنجليزية)